# Princess Resurrection
Princess Resurrection (яп. 怪物王女, Kaibutsu Ōjo, літ. «Принцеса Монстрів») — пригодницька манґа, в жанрі комедійні жахи Ясунорі Міцунаги. Манга щомісяця випускалася у журналі Monthly Shōnen Sirius з липня 2005 по лютий 2013 року видавництвом Kodansha. У 2007 році відбулася 26-епізодна екранізація аніме серіалу студією Madhouse. Продовження серії у форматі OVA випущено студією Tatsunoko Production перший епізод якої вийшов разом з 13 томом манги, другий епізод з 14 томом, а третій епізод з 16. В лютому 2012 року вийшла спін-оф манга під назвою Naqua-Den (Легенда про Накуа), присвячена Накуа, другорядному персонажу з Princess Resurrection, випуск якої закінчився 26 вересня 2014 року, налічує 6 томів. 25 жовтня 2017 року випустили сиквел, під назвою Kaibutsu Oujo Nightmare.

## Сюжет
Хіро Хійорімі переїжджає в нове місто, до своєї сестри Сасави, яка недавно влаштувалась на роботу покоївки і запросила його пожити з нею. Але ні сестри, ні її господині ще немає, і Хіро вирішив піти прогулятись містом. Під час прогулянки він побачив маленьку дівчинку, яка тягнула великий візок з речами. На купі тих речей, в кріслі, сидить красива незнайомка. Коли, через поломку колеса вона сходить на тротуар, зі стріли баштового крану їй на голову зривається декілька сталевих перегородок, але в останній момент Хіро відштовхує її в бік, через що сам потрапляє під удар.
Прийшовши до тями в морзі місцевої лікарні, він розуміє, що якимось чином не помер, та стрімголов звідти тікає. Дорога приводить його на галявину поруч з будинком Савави, який був зачинений ранком. Там, на його очах, відбувається сутичка між тією дівчиною і перевертнем. Підкорившись незрозумілому імпульсу, Хіро закриває дівчину собою від чергової атаки перевертня і забезпечує їй перемогу. На свій подив Хіро розуміє, що його рани миттєво затягуються. Дівчина пояснює, що тепер він — Воїн Крові — безсмертний охоронець Королівської Родини, а вона — Принцеса Монстрів — його господиня.

## Опис світу
- Королівська родина — родина володаря всіх надприродних істот — Короля-Фенікса. Всі діти короля постійно ворогують між собою за право стати наступним королем, за принципом: «залишитися повинен тільки один», як наслідок, навіть тим, кого трон не цікавить, доводиться брати участь в протистоянні. Членам королівської родини заборонено мати армії, тому основною ударною силою є Воїни Крові та нечисленні найманці.
- Воїн Крові — безсмертний охоронець члена королівської родини. Як правило, це висококласний воїн, що добровільно погоджується на посмертне воскресіння для служби члену королівської родини. Воїни Крові вважаються елітою, і викликають страх і повагу лиш одним своїм титулом.
- Андроїди-слуги — особисті слуги членів королівської родини. В кожного принца або принцеси є один андроїд-слуга. Бувають як чоловічої, так і жіночої статі, і різного розміру (від мініатюрної Фландре до гігантського Фландерса). Володіють великою силою. Також обладнані системою самознищення, що активується автоматично після смерті свого господаря. Всі андроїди можуть казати лише одне слово «Фуга», але при цьому їхні господарі добре їх розуміють.
- Перевертні — вовкулаки, одні з кращих воїнів Королівства. Сильніші, швидші, та витриваліші за звичайних людей. В повний місяць їхні здібності збільшуються. Після трансформації стають прямоходячими вовками, зберігаючи власну свідомість. Невідступно слідують кодексу честі воїна. Дуже рідко стають Воїнами Крові, оскільки вважають це безчесним вчинком. Постійно ворогують з вампірами.
- Вампіри — поділяються на два види: вищі і нижчі. Нижчі — обернені люди, що повністю підвладні вищим вампірам. Бояться сонячного світла, святих предметів, часнику і срібної зброї. Бойовими навичками ненабагато перевершують людей. Вищі — вроджені вампіри. Не бояться святих предметів, срібла, сонце їх тільки ослаблює. Постійно ворогують з перевертнями.

## Персонажі

### Головні персонажі
Хіме (яп. 姫, Хіме) — центральний персонаж аніме і манги. Друга Принцеса Королівства, одна з можливих спадкоємців трону. Справжнє ім'я Ліліан, вона не любить коли її так називають, і вимагає, щоб її завжди називали Принцесою. Холоднокровна, розумна, розважлива. У будь-якій ситуації зберігає повний спокій і покладається на логіку і тверезий розрахунок. Відмінно володіє будь-якою зброєю, але найчастіше використовує бензопилу. В манзі нерідко демонструє свій чорний гумор. З розвитком сюжету манги стає небайдужа до Хіро. Після закінчення Війни бере собі ім'я Ліліан фон Фенікс.
Сейю: Аяко Кавасумі
Хіро Хійорімі (яп. 日和見 日郎, Хійорімі Хіро:) — воїн крові Хіме, молодший брат Савави, покоївки Хіме. Учень середньої школи. Добрий, чесний, повністю відданих Хіме. Незважаючи на те, що майже не володіє зброєю часто рятував Хіме, прикриваючи її собою. Є постійною мішенню для насмішок Хіме, а також об'єктом домагання Рейрі, через що його однокласники йому заздрять. Закоханий в Хіме. Пізніше отримує частину здібностей члена Королівської Родини, і перестає залежати від крові Хіме.
Сейю: Фуюко Ора
Фландре (яп. フランドル, Фурандору) — слуга-андроїд Хіме, а також її водій. Має зовнішність маленької дівчинки, але як і інші андроїди має величезну силу. В бою використовує таку зброю як ленс, кувалда або колода і як правило виступає напарником Хіме. В аніме показана беземоційною, за винятком того випадку, коли вона вийшла з ладу. В манзі може переживати почуття вини і люті.
Сейю: Сіхо Каварагі
Ліза Вайлдман (яп. リザ•ワイルドマン, Рідза Вайрудоман) — напівкровний перевертень. Дочка Вольга Вайлдмана, сестра Лобо Вайлдмана. Смілива і впевнена в собі дівчина із запальним характером. Оскільки вона напівкровна, то нездатна до повної трансформації і може перетворювати лише свої руки в сильні вовчі лапи. Чудовий боєць, може успішно протистояти сильнішому противнику. Зброю, як правило, не використовує, віддаючи перевагу рукопашному бою. Постійно конфліктує з Рейрі, в основному через те, що вона вампір. Пізніше, за співробітництво з Рейрі, Лізу вигнали зі спільноти перевертнів.
Сейю: Юко Кайда
Рейрі Камура (яп. 嘉村 令裡, Камура Рейрі) — вищий вампір, учениця старшої школи Сасанакі, дворазова переможниця місцевого конкурсу краси. Розумна і хитра інтриганка, яка намагається отримати вигоду з будь-якої ситуації. Зброю в бою зазвичай не використовує, опираючись на хитрість і вміння вищих вампірів. Постійно провокує Лізу на конфлікт, і часто цілком успішно. За допомогу Лізі її вигнали зі світу вампірів і тепер вона живе в будинку Хіме і, схоже, вона не збирається її зраджувати.
Сейю: Маміко Ното
Савава Хійорімі (яп. 日和見 紗和々, Хійорімі Савава) — покоївка Хіме і старша сестра Хіро. Наївна і добродушна дівчина. Як правило не звертає уваги на надприродні події, що відбуваються навкруг неї, а якщо звертає, то не бере їх до уваги.
Сейю: Юко Мінагуті

### Другорядні персонажі
Шервуд (яп. シャーウッド, Ся:уддо) — Третя Принцеса Королівства, молодша сестра Хіме. Представляє собою суміш пустотливий дівчинки і підступної інтриганки. Спочатку намагалася вбити Хіме, але після невдачі запропонувала укласти союз. Не використовує зброї, воліючи перебувати під захистом Франциски і Рю-Рю — великої панди, за сумісництвом Воїна Крові Шервуд. Закохана в Хіро.
Сейю: Ай Сімідзу
Франциска (яп. フランシスカ, Фурансісука) — слуга-андроїд Шервуд, «молодша сестра» Фландрі. На відміну від «старшої сестри», обладнана бойовими програмами, що робить її більш небезпечною. Також здатна метати камінчики, зі швидкістю близькою до швидкості кулі.
Сейю: Ріка Морінага
Цепеллі (яп. ツェペリ, Цепері) — вищий вампір, володар міської лікарні Сасанакі. Добрий друг Рейрі. Бажає отримати королівську кров, щоб стати безсмертним. В аніме представлений одним з головних ворогів Хіме. В манзі цю роль виконує Кініскі, а Цепеллі полює за кров'ю, скоріше заради розваги.
Сейю: Кенъю Хіроуті
Дракула (яп. ドラクル, Дорокуру) — вищий вампір, який має високе положення в вампірському суспільстві. Як і Цеппелі, полює за кров'ю Хіме, але на відміну від останнього, абсолютно не соромиться в засобах. В ході історії з'ясовується, що він був у змові з одним із членів Королівської Родини. Граф Дракула оригінальний персонаж аніме, в манзі не зустрічається. В манзі його роль виконує Кініскі.
Сейю: Хоті Оцука
Кініскі (яп. キニスキー, Кінісукі:) — вищий вампір, також відомий як «Вбивця перевертнів Кініскі», за те що вбив більше ніж 200 перевертнів. Жорстокий і безжалісний воїн, використовує будь-які методи для досягнення мети. На відміну від свого екранного втілення Дракули, вступив у гру, бажаючи здобути безсмертя і стати Королем. Став прототипом графа Дракули, в аніме. Як самостійний персонаж в аніме або OVA не з'являється.
Еміль (яп. エミール, Емі:ру) — Принц Королівства, старший брат Хіме. Активний учасник боротьби за престол. Володіє особливою здатністю телекінез, яка діє лише в радіусі 15 метрів. Його загін складається з: Кезайі Болда — воїна-перевертня, і знайомого батька Лізи; Русалки Мадлен, врятованої з корабля-привида; Следжа — людини з крилами і Фландерса — найбільшого з андроїдів-слуг.
Северін (яп. セブラン, Себуран) — Принц Королівства, це один з братів Хіме. Кровний ворог Хіме, так як відповідальний за напад зомбі на замок Хіме і загибель всіх її Воїнів Крові. Його загін складається з слуги-андроїда Франца і Воїна Крові Мікаси.
Сильвія (яп. シルヴィア, Сірувіа) — перша Принцеса Королівства, старша сестра Хіме. Хитра, амбітна, прагне отримати трон у свої руки. Захоплена Кініскі, ймовірно, внаслідок того, що недооцінила його, як можливого суперника. Її загін включає: слугу-андроїда Францетту і циклопа Воїна Крові. Пізніше до Сильвії приєднався професор Флимен.
Сейю: Кікуко Іноуе
Гілліам (яп. ギリヤム, Гіріяму) — Старший брат Ліліан і ще один активний член війни за трон. Чудовий фехтувальник, володар живого клинка, який також є його Воїном Крові. Крім цього в підпорядкуванні Гілліама знаходиться слуга-андроїд Фретеллус і величезний жук — ще один Воїн Крові Гілліама.
Сейю: Юка Ігуті
Накуа (яп. 南久阿, Накуа) — синтоїстська богиня, яка захищала місто в якому поселилась Хіме. Як жертви, щорічно вбивала кількох учнів школи, в якій вона оселилася. Після поразки від Лізи і Рейрі і тяжкої війни зі сторонніми богами поселилась в невеликому святилищі на території маєтку Хіме. Незважаючи на те, що є богинею, її здатності дещо обмежені і сильно залежать він обсягів поклоніння їй. Основні здібності зв'язані з керуванням павуками. В бою використовує підтримку від одного до трьох гігантських павуків. Накуа присвячена манга «Nakua-Den». яка є спін-оффом манги Princess Resurrection.
Сейю: Хіромі Конно
Дюкен (яп. デユケン, Деюкен) — Найстарший з членів Королівської Родини, ще не отримав сил Фенікса, учасник минулої війни. Господар унікального слуги-андроїда Франца — андроїда з тілом собаки і командир невеликої армії роботів. Пізніше був убитий Фухіто, який перетворив його тіло в кіборга, контрольованого ним, тим самим інсценувавши свою загибель.
Фухито — ще один учасник минулої Війни, не дивлячись на зовнішність малого хлопчика. Підступний, жорстокий, практичний. Власник найсильнішого телекінезу, сильнішого, ніж в Еміля. Інсценувавши свою смерть, взяв під контроль убитого ним принца Дюкена, щоб уникнути поразки в минулій Війні і взяти участь у новій битві за трон.
Нодзомі Кобутідзава (яп. 小淵沢 望, Кобутідзава Нодзомі) — Однокласник Хіромі, з прізвищем «Бутті». Фотограф-вуаєрист, що постійно влипає в різні історії. Схиблений на всіляких надприродних історіях і є постійним членом експедицій принцеси Шервуд. У ході стеження за Рейрі розкрив, що Рейрі — вампір. Також, випадково знайшов кладовище живих мерців і літаючу тарілку. Після того, як його тілом тимчасово заволодів прибулець, отримав здатність генерувати силові поля з долонь.

## Медіа

### Манга
Манга Princess Resurrection спочатку випущена японською видавництвом Kodansha, а також пізніше перекладена та видана англійською(Del Rey Manga), французькою(Pika Edition), і німецькою (Egmont).

#### Список томів
| №  | Дата виходу       | ISBN                   |
| -- | ----------------- | ---------------------- |
| 01 | 23 січня 2006     | ISBN 978-4-06-373010-4 |
| 02 | 23 травня 2006    | ISBN 978-4-06-373025-8 |
| 03 | 22 грудня 2006    | ISBN 978-4-06-373048-7 |
| 04 | 6 квітня 2007     | ISBN 978-4-06-373068-5 |
| 05 | 23 серпня 2007    | ISBN 978-4-06-373079-1 |
| 06 | 21 грудня 2007    | ISBN 978-4-06-373096-8 |
| 07 | 23 травня 2008    | ISBN 978-4-06-373118-7 |
| 08 | 21 листопада 2008 | ISBN 978-4-06-373143-9 |
| 09 | 22 травня 2009    | ISBN 978-4-06-373173-6 |
| 10 | 20 листопада 2009 | ISBN 978-4-06-373194-1 |
| 11 | 23 лютого 2010    | ISBN 978-4-06-376207-5 |
| 12 | 9 липня 2010      | ISBN 978-4-06-376223-5 |
| 13 | 9 грудня 2010     | ISBN 978-4-06-376245-7 |
| 14 | 9 березня 2011    | ISBN 978-4-06-376258-7 |
| 15 | 9 червня 2011     | ISBN 978-4-06-376270-9 |
| 16 | 7 жовтня 2011     | ISBN 978-4-06-376299-0 |
| 17 | 9 лютого 2012     | ISBN 978-4-06-376319-5 |
| 18 | 8 червня 2012     | ISBN 978-4-06-376345-4 |
| 19 | 9 листопада 2012  | ISBN 978-4-06-376365-2 |
| 20 | 9 квітня 2013     | ISBN 978-4-06-376391-1 |

### Аніме
Аніме-адаптація випущена студією Madhouse за режисурою Масаякі Сакоі, транслювалося на телеканалах TBS, BS-i, KBS Kyoto та інших філіях ТВ мереж з 12 квітня 2007 по 28 вересня 2007. Аніме не схоже на мангу, менш насильницьке і кількість закипілої крові зменшено. Опенінг — «BLOOD QUEEN» Акі Місато, а ендінг — «Bow Down and Lick My Feet» (跪いて足をお嘗め, hizamazuite ashi wo oname) Ali Project.

### Оригінальний саундтрек
Офіційний саундтрек ТВ-серії аніме — «Princess Resurrection OST — Sympathy for the Belonephobia», випущено 3 жовтня, 2007.

#### Перелік композицій
Примітка: Більша частина списку написана на Ромадзі.
1. Oumagakoi (Bloody Baptisma)
2. Suspandu Otome
3. Jigoku no Kyuuketsu Parade
4. Chinure Yajuu Bukyoku
5. Saturnus no Sangeki
6. Butou Kumo Midnight
7. Insomnia no Yume Guilliotine
8. Outeki Ketsuzoku (vocal)
9. Bokusatsu Rock
10. Houmagakoi (Hieronymusic Vibration)
11. Beronephobia ni Sasageru Ballad
12. Mikadzuki no Kaibutsu Teien
13. Tokeijikake no Seibozou
14. Hakai Conductor
15. Igyou no Sadame
16. Kichiku Odoru Fukaki Mori
17. Beronephobia no Bansankai
18. Rouzaiku no Ragtime
19. Hisamadzuite Ashi wo Oname (Strings Arranged)
20. Oumagakoi (vocal)
21. Kizuguchi ni Hasami wo Tatete
22. Saraba Itoshiki Chainsaw
23. Owari naki Sousoukyoku
24. Tenshi Ronsha no Serenade
25. Tou Hikari, Aru wa Sono Hoteri
26. Kakusei Beronephobia
27. 666 Banme no Genzai
28. Shukumei ni Aragaishi Mono
29. Zenmetsu Hakaba Yori Ai wo Komete
30. BLOOD QUEEN (TV SIZE) / Misato Aki
31. Hisamadzuite Ashi wo Oname (TV Size)